# Туэле (Юта)
Туэле (англ. Tooele) — город в штате Юта (США). Административный центр округа Туэле. По данным переписи за 2010 год число жителей города составляло 31 605 человек (24-я строчка в списке крупнейших городов штата).

## Географическое положение
По данным Бюро переписи населения США город имеет общую площадь в 54,8 км². Туэле находится в 50 км от Солт-Лейк-Сити на западном склоне горного хребта Окер. К западу находятся горы Стансбери.

### Климат
По классификации климатов Кёппена климат Туэле относится к средиземному (Dsa). Средняя температура в году — 10,6 °C, самый тёплый месяц — июль (средняя температура 24,4 °C), самый холодный — январь (средняя температура −1,7 °C). Среднее количество осадков в году 439,4 мм, наибольшее — в марте (53,3 мм), наименьшее — в июле (20,3 мм)

## История
Туэле самый большой город в округе, был назван в честь долины, которую капитан Говард Стансбери записал на карте как «tuilla» в 1849 году. Предположительно, название произошло от индейцев «Tooelians». В 1847 году долина Туэле уже использовалась поселенцами из других долин для выпаса скота. Заселение началось в 1849 году. В 1853 году Туэле был инкорпорирован в качестве города.
В 1904 году в город была проложена железная дорога Лос-Анджелеса и Солт-Лейк. В 1909 году был открыт плавильный завод в каньоне Пайн к востоку от города. В 1910 году началась переработка меди, а затем свинца и цинка. В 1946 году медный завод прекратил свою деятельность, переработка цинка прекратилась в 1968 году, а свинца — в 1972 году. Весь участок был закрыт в 1972—1974 годах. Правительство США в 1943 году приобрело 100 км² в восьми километрах к югу от города для строительства склада боеприпасов, который стал центром снабжения армии на западе США. Склад являлся крупнейшим работодателем в Туэле. В 1993 году склад был включен в список предприятий Министерства обороны, подлежащих закрытию.

## Население
| Год переписи | Нас.  |  | %±     |
| ------------ | ----- |  | ------ |
| 1870         | 958   |  | —      |
| 1880         | 1096  |  | 14,4%  |
| 1890         | 1008  |  | −8%    |
| 1900         | 1261  |  | 25,1%  |
| 1910         | 2841  |  | 125,3% |
| 1920         | 3619  |  | 27,4%  |
| 1930         | 5135  |  | 41,9%  |
| 1940         | 5001  |  | −2,6%  |
| 1950         | 7269  |  | 45,4%  |
| 1960         | 9133  |  | 25,6%  |
| 1970         | 12539 |  | 37,3%  |
| 1980         | 14335 |  | 14,3%  |
| 1990         | 13887 |  | −3,1%  |
| 2000         | 22502 |  | 62%    |
| 2010         | 31605 |  | 40,5%  |
| 2016         | 33762 |  | 6,8%   |

По данным переписи 2010 года население Туэле составляло 31 605 человек (из них 50,1 % мужчин и 49,9 % женщин), в городе было 9959 домашних хозяйств и 7746 семей. На территории города было расположено 10 646 построек со средней плотностью 194,3 постройки на один квадратный километр суши. Расовый состав: белые — 89,6 %, азиаты — 0,6 %, коренные американцы — 1,0 %.
Население города по возрастному диапазону по данным переписи 2010 года распределилось следующим образом: 35,8 % — жители младше 18 лет, 3,6 % — между 18 и 21 годами, 52,6 % — от 21 до 65 лет и 8,0 % — в возрасте 65 лет и старше. Средний возраст населения — 29,2 лет. На каждые 100 женщин в Туэле приходилось 100,4 мужчины, при этом на 100 совершеннолетних женщин приходилось 98,5 мужчин сопоставимого возраста.
Из 9959 домашних хозяйств 77,8 % представляли собой семьи: 60,2 % совместно проживающих супружеских пар (35,0 % с детьми младше 18 лет); 11,9 % — женщины, проживающие без мужей и 5,7 % — мужчины, проживающие без жён. 22,2 % не имели семьи. В среднем домашнее хозяйство ведут 3,15 человека, а средний размер семьи — 3,6 человека. В одиночестве проживали 18,3 % населения, 5,9 % составляли одинокие пожилые люди (старше 65 лет).

## Экономика
В 2014 году из 23 393 человек старше 16 лет имели работу 14 318. При этом мужчины имели медианный доход в 51 886 долларов США в год против 35 606 долларов среднегодового дохода у женщин. В 2014 году медианный доход на семью оценивался в 65 787 $, на домашнее хозяйство — в 56 602 $. Доход на душу населения — 22 458 $ в год.